# Astragalus radkanensis
Astragalus radkanensis är en ärtväxtart som beskrevs av Aleksandr Andrejevitj Bunge. Astragalus radkanensis ingår i släktet vedlar, och familjen ärtväxter. Inga underarter finns listade i Catalogue of Life.